# میلتون (فلوریدا)
میلتون (به انگلیسی: Milton) شهری در شهرستان سانتا روزا ایالت فلوریدا است که در سال ۱۸۴۴ بنیان‌گذاری شده‌است. این شهر طبق سرشماری سال ۲۰۱۰ میلادی، ۸٬۸۲۶ نفر جمعیت داشته و مساحت آن نیز ۱۱٫۸ کیلومتر مربع است.